# Wyższa Szkoła Biznesu im. Biskupa Jana Chrapka w Radomiu
Wyższa Szkoła Biznesu im. Biskupa Jana Chrapka w Radomiu – niefunkcjonująca niepubliczna szkoła wyższa w Radomiu utworzona na podstawie decyzji Ministra Edukacji Narodowej z dnia 31 lipca 1998 r., Nr DNS-1-0145/178/RO/98, a w dn. 18 sierpnia 1998 roku została wpisana do rejestru niepaństwowych uczelni zawodowych pod numerem 5. Zgodnie z decyzją Ministra Edukacji Narodowej i Sportu z dn. 9 sierpnia 2002 r. uczelnia przyjęła imię patrona biskupa Jana Chrapka. Wnioskodawcą i założycielem Wyższej Szkoły Biznesu jest Franciszek Maciejewski.
W wyniku problemów finansowych uczelnia zaprzestała działalności.